# Festivali i Këngës 2022
La sessantunesima edizione del Festivali i Këngës si è svolta dal 19 al 22 dicembre 2022 a Tirana e ha selezionato il rappresentante dell'Albania all'Eurovision Song Contest 2023.
La vincitrice del festival è stata Elsa Lila con Evita, mentre Albina & Familja Kelmendi con Duje sono stati designati come rappresentanti nazionali alla manifestazione europea.

## Organizzazione
L'emittente albanese Radio Televizioni Shqiptar (RTSH) ha confermato la partecipazione dell'Albania all'Eurovision Song Contest 2023 di Liverpool il 3 giugno 2022, annunciando inoltre l'organizzazione della 61ª edizione del Festivali i Këngës per selezionare il proprio rappresentante. Lo stesso giorno l'emittente ha dato la possibilità agli aspiranti partecipanti di inviare i propri brani.
Il festival si è articolato in quattro spettacoli: tre semifinali trasmesse dal vivo il 19, 20 e 21 dicembre 2022, e la finale del 22 dicembre. Per la prima volta dall'edizione 2016 si è tenuto un televoto, il cui vincitore è stato decretato il rappresentante eurovisivo albanese a Liverpool; il vincitore principale del festival è stato invece determinato, come di consuetudine, dal solo voto della giuria. I partecipanti, selezionati da una giuria di esperti del settore, sono stati annunciati il 27 ottobre 2022 insieme ai titoli dei relativi brani.

### Giuria
La giuria è stata composta da:
- Alma Bektashi, cantante;
- Elton Deda, cantante e musicista;
- Genc Salihu, cantante e musicista;
- Rita Petro, poeta e scrittrice,
- Zhani Ciko, direttore d'orchestra e violinista.

La giuria incaricata a determinare il vincitore della categoria "Emergenti" è stata composta da:
- Alida Cenaj, giornalista;
- Jerida Sakaj, stilista e personaggio televisivo;
- Luela Myftari, giornalista e scrittrice;
- Xhani Shqerra, presentatore televisivo.

## Partecipanti
Categoria Campioni
| Artista                   | Brano          | Lingua            | Musica (m) e testo (t)                          |
| ------------------------- | -------------- | ----------------- | ----------------------------------------------- |
| 2 Farm                    | Atomike        | Albanese          | Kelvis Bega, Renan Berati e Redvis Mazi (m & t) |
| Alban Kondi & Lore        | Melodi         | Albanese          | Alban Kondi (m & t)                             |
| Albina & Familja Kelmendi | Duje           | Albanese ghega    | Enis Mullaj (m) e Eriona Rushiti (t)            |
| Elsa Lila                 | Evita          | Albanese          | Elsa Lila (m & t)                               |
| Enxhi Nasufi              | Burrë          | Albanese          | Andrei "Alandy" Vornicu (m & t)                 |
| Evi Reçi                  | Ma kthe        | Albanese          | Ervin Gonxhi (m) e Vojsava Alla (t)             |
| Fabian Basha              | Një gotë       | Albanese          | Alban Kondi (m & t) e Fabian Basha (m)          |
| Fifi                      | Stop           | Albanese, inglese | Filloreta "Fifi" Raçi (m & t)                   |
| Franc Koruni              | Në pritje      | Albanese          | Franc Koruni (m & t)                            |
| Gjergj Kaçinari           | Dje            | Albanese          | Gjergj Kaçinari (m & t)                         |
| Lynx                      | Nëse ke besim  | Albanese          | Lynx (m & t)                                    |
| Manjola Nallbani          | Dua            | Albanese          | Kledi Bahiti (m) e Manjola Nallbani (t)         |
| Petrit Çarkaxhiu          | Emri yt mirësi | Albanese          | Petrit Çarkaxhiu (m & t)                        |
| Rezarta Smaja             | N'Eden         | Albanese          | Eriona Rushiti (m & t)                          |
| Rovena Dilo               | Motit          | Albanese          | Aldo Shqalshi (m) e Rovena Dilo (t)             |
| Sergio Hajdini            | Vështirë       | Albanese          | Serxhio Hajdini (m & t)                         |

Categoria Emergenti
| Artista          | Brano                  | Lingua   | Musica (m) e testo (t)                              |
| ---------------- | ---------------------- | -------- | --------------------------------------------------- |
| Anduel Kovaçi    | Malli                  | Albanese | Irkenc Hyka (m & t)                                 |
| Aris Bako        | Sonte dua të jem me ty | Albanese | Osman Mula (m) e Evis Mula (t)                      |
| Erma Mici        | Kozmosi i dashurisë    | Albanese | Erma Mici (m & t)                                   |
| Gent Hoxha       | Ajër                   | Albanese | Jeris Kaso (m) e Elio Shuli (t)                     |
| Luna Çausholli   | Jetën ta fal           | Albanese | Endri Shani (m) e Pandi Laço (t)                    |
| Melodajn Mancaku | Gjysma e zemrës sime   | Albanese | Marko Polo (m) e Alban Ramosaj (t)                  |
| Permit of Stay   | Fobia                  | Albanese | Ergys Meta (m & t)                                  |
| Sara Kapo        | Para teje              | Albanese | Sara Kapo (m & t)                                   |
| Urban Band       | Në çdo hap             | Albanese | Klodian Rexhepaj (m) e Florian "Kelly" Carkanji (t) |
| Vanesa Sono      | Aroma jonë             | Albanese | Vanesa Sono (m & t)                                 |

### Artisti ritornati
| Interprete       | Ultima partecipazione |
| ---------------- | --------------------- |
| Elsa Lila        | 1997                  |
| Enxhi Nasufi     | 2020                  |
| Evi Reçi         | 2021                  |
| Fabian Basha     | 2012                  |
| Franc Koruni     | 2020                  |
| Manjola Nallbani | 2017                  |
| Gjergj Kaçinari  | 2021                  |
| Lorela Karoshi   | 2016                  |
| Lynx             | 2017                  |
| Rezarta Smaja    | 2021                  |
| Rovena Dilo      | 2009                  |
| Sergio Hajdini   | 2016                  |
| Urban Band       | 2021                  |

## Semifinali
Le semifinali sono state trasmesse il 19, 20 e 21 dicembre 2022 alle ore 21:00 (CET) e sono state presentate da Arbana Osmani e Olta Daku. L'attrice albanese Margarita Xhepa è stata l'ospite speciale della prima semifinale, con un monologo sulla violenza domestica contro le donne e con la condivisione della propria esperienza. Durante la prime due semifinali gli artisti, 13 per serata, hanno presentato una versione orchestrale del loro brano, mentre nella terza semifinale, dedicata alle cover, gli artisti della categoria "Campioni" si sono esibiti con un pezzo scelto da loro facente parte della storia del Festivali i Këngës, accompagnati da artisti e vincitori del Festival.
Durante le semifinali si è svolta inoltre la gara della categoria "Emergenti": nel corso della prime due semifinali sono stati eliminati cinque artisti.
| #  | Artista                   | Brano               |
| -- | ------------------------- | ------------------- |
| 1  | Enxhi Nasufi              | Burrë               |
| 2  | Erma Mici                 | Kozmosi i dashurisë |
| 3  | Fabian Basha              | Një gotë            |
| 4  | Anduel Kovaçi             | Malli               |
| 5  | Fifi                      | Stop                |
| 6  | Urban Band                | Në çdo hap          |
| 7  | 2 Farm                    | Atomike             |
| 8  | Sara Kapo                 | Para teje           |
| 9  | Rezarta Smaja             | N'Eden              |
| 10 | Albina & Familja Kelmendi | Duje                |
| 11 | Sergio Hajdini            | Vështirë            |
| 12 | Luna Çausholli            | Jetën ta fal        |
| 13 | Rovena Dilo               | Motit               |

| #  | Artista            | Brano                  |
| -- | ------------------ | ---------------------- |
| 1  | Melodajn Mancaku   | Gjysma e zemrës sime   |
| 2  | Permit of Stay     | Fobia                  |
| 3  | Arsi Bako          | Sonte dua të jem me ty |
| 4  | Gjergj Kaçinari    | Dje                    |
| 5  | Franc Koruni       | Në pritje              |
| 6  | Petrit Çarkaxhiu   | Emri yt mirësi         |
| 7  | Elsa Lila          | Evita                  |
| 8  | Gent Hoxha         | Ajër                   |
| 9  | Evi Reçi           | Ma khte                |
| 10 | Manjola Nallbani   | Dua                    |
| 11 | Lynx               | Nëse ke besim          |
| 12 | Alban Kondi & Lore | Melodi                 |
| 13 | Vanesa Sono        | Aroma jonë             |

| #  | Artista                   | Ospite/i         | Brano (Anno)                         |
| -- | ------------------------- | ---------------- | ------------------------------------ |
| 1  | Lynx                      | Aleksander Gjoka | Ecën në shi (1993)                   |
| 2  | Enxhi Nasufi              | Edea Demaliaj    | Mos qaj (1997)                       |
| 3  | Evi Reçi                  | Irma Libohova    | Të kërkoj (1988)                     |
| 4  | Petrit Çarkaxhiu          | Bojken Lako      | Asgjë e largët (1999)                |
| 5  | Rezarta Smaja             | Luan Zhegu       | A do te vish (1987)                  |
| 6  | Sergio Hajdini            | Kamela Islamaj   | Ne jemi tre (1965)                   |
| 7  | Elsa Lila                 | Capital T        | Pyes lotin (1996)                    |
| 8  | Fabian Basha              | Eranda Libohova  | Kthehu për vehte për mua (1996)      |
| 9  | Rovena Dilo               | Soni Malj        | Ante i tokës sime (2000)             |
| 10 | Franc Koruni              | Altin Goci       | Endërrojë (1991)                     |
| 11 | Fifi                      | Flori Mumajesi   | Larg u largova (1993)                |
| 12 | Albina & Familja Kelmendi | Josif Gjipali    | Na lini të jetojmë (1991)            |
| 13 | Manjola Nallbani          | Eneda Tarifa     | Kur e humba një dashuri (1993)       |
| 14 | 2 Farm                    | Redon Makashi    | Dikur luaja me ndjenjën e saj (1994) |
| 15 | Alban Kondi & Lore        | West Side Family | Jehonë (2008)                        |
| 16 | Gjergj Kaçinari           | Elhaida Dani     | Natën vonë (1972)                    |

## Finale
La finale è stata trasmessa il 22 dicembre 2022 alle ore 21:00 (CET) ed è stata presentata da Arbana Osmani e Olta Daku.
Il voto dei cinque giurati ha decretato il vincitore del festival e dei premi per categoria, mentre il pubblico a casa tramite televoto ha determinato il rappresentante nazionale all'Eurovision Song Contest 2023.
     Vincitore
     Secondo classificato
     Terzo classificato
| #  | Artista                   | Brano                |
| -- | ------------------------- | -------------------- |
| 1  | 2 Farm                    | Atomike              |
| 2  | Sergio Hajdini            | Vështirë             |
| 3  | Gjergj Kaçinari           | Dje                  |
| 4  | Alban Kondi & Lore        | Melodi               |
| 5  | Vanesa Sono               | Aroma jonë           |
| 6  | Elsa Lila                 | Evita                |
| 7  | Erma Mici                 | Kozmosi i dashurisë  |
| 8  | Franc Koruni              | Në pritje            |
| 9  | Gent Hoxha                | Ajër                 |
| 10 | Petrit Çarkaxhiu          | Emri yt mirësi       |
| 11 | Melodajn Mancaku          | Gjysma e zemrës sime |
| 12 | Manjola Nallbani          | Dua                  |
| 13 | Urban Band                | Në çdo hap           |
| 14 | Enxhi Nasufi              | Burrë                |
| 15 | Rovena Dilo               | Motit                |
| 16 | Fifi                      | Stop                 |
| 17 | Rezarta Smaja             | N'Eden               |
| 18 | Evi Reçi                  | Ma kthe              |
| 19 | Fabian Basha              | Një gotë             |
| 20 | Albina & Familja Kelmendi | Duje                 |
| 21 | Lynx                      | Nëse ke besim        |

## Premi
- Vincitore 61º Festivali i Këngës: Elsa Lila con Evita
- Podio - secondo classificato 61º Festivali i Këngës: Albina & Familja Kelmendi con Duje
- Podio - terzo classificato 61º Festivali i Këngës: 2 Farm con Atomike
- Rappresentante designato dell'Albania all'Eurovision Song Contest 2023: Albina & Familja Kelmendi con Duje
- Premio alla carriera categoria "Campioni": Rovena Dilo con Motit
- Premio al miglior artista categoria "Emergenti": Erma Mici con Kozmosi i dashurisë

## All'Eurovision Song Contest
Per promuovere la propria canzone, Albina Kelmendi ha preso parte al Polish Eurovision Party 2023 (1° aprile), all'Israel Calling 2023 (3 aprile) e all'Eurovision in Concert 2023 (15 aprile).
L'Albania si è esibita 14ª nella seconda semifinale dell'11 maggio 2023, classificandosi 9ª con 83 punti e qualificandosi per la finale, dove esibendosi 10ª la nazione si è classificata 22ª con 76 punti.

### Giuria e commentatori
La giuria albanese è composta da:
- Haig Zacharian, compositore e musicista;
- Josif Gjipali, cantante;
- Sokol Marsi, compositore;
- Eneda Tarifa, cantante;
- Sonila Djepaxhia.

L'evento è stato trasmesso su RTSH 1, RTSH Muzikë e Radio Tirana, con il commento di Andri Xhahu. I voti della giuria nella finale sono stati annunciati sempre da Andri Xhahu.

### Voto
Nell'Eurovision Song Contest ogni nazione, tramite una giuria di esperti e il televoto, è chiamata ad esprimere un giudizio sulle canzoni partecipanti, assegnando un punteggio che va da 1 a 12 (escludendo 11 e 9) alle prime 10 classificate. Le classifiche di giuria e televoto sono separate.
Nelle semifinali la classifica è ottenuta tramite il solo televoto, e solamente nella semifinale in cui gareggia la canzone selezionata, mentre la classifica della finale viene stilata tramite la combinazione delle classifiche separate di giuria e televoto. Né la giuria né il televoto possono votare la propria nazione.

#### Punti assegnati all'Albania
| 12                           | 10        | 8                       | 7                  | 6         |
| ---------------------------- | --------- | ----------------------- | ------------------ | --------- |
| - Resto del mondo - Slovenia | - Grecia  | - Belgio - Romania      | - Armenia          | - Austria |
| 5                            | 4         | 3                       | 2                  | 1         |
| - Regno Unito                | - Polonia | - Australia - Danimarca | - Spagna - Islanda | - Cipro   |

| Giurie (21° con 17 punti)   | Giurie (21° con 17 punti) | Giurie (21° con 17 punti)  | Giurie (21° con 17 punti) | Giurie (21° con 17 punti)   |
| 12                          | 10                        | 8                          | 7                         | 6                           |
| --------------------------- | ------------------------- | -------------------------- | ------------------------- | --------------------------- |
|                             |                           | - Azerbaigian              |                           |                             |
| 5                           | 4                         | 3                          | 2                         | 1                           |
| - Romania                   |                           | - Grecia                   |                           | - Moldavia                  |
| Televoto (10° con 59 punti) |                           |                            |                           |                             |
| 12                          | 10                        | 8                          | 7                         | 6                           |
| - Svizzera                  |                           | - Germania                 | - Italia - Slovenia       | - Resto del mondo - Croazia |
| 5                           | 4                         | 3                          | 2                         | 1                           |
|                             | - Grecia                  | - Austria - Belgio - Malta |                           |                             |

#### Punti assegnati dall'Albania
| Punti | Televoto  |
| ----- | --------- |
| 12    | Australia |
| 10    | Austria   |
| 8     | Armenia   |
| 7     | Polonia   |
| 6     | Cipro     |
| 5     | Lituania  |
| 4     | Slovenia  |
| 3     | Belgio    |
| 2     | Estonia   |
| 1     | Islanda   |

| Punti | Giuria    | Televoto  |
| ----- | --------- | --------- |
| 12    | Svezia    | Italia    |
| 10    | Armenia   | Svezia    |
| 8     | Estonia   | Croazia   |
| 7     | Svizzera  | Cipro     |
| 6     | Israele   | Finlandia |
| 5     | Belgio    | Israele   |
| 4     | Cipro     | Norvegia  |
| 3     | Australia | Francia   |
| 2     | Italia    | Slovenia  |
| 1     | Spagna    | Polonia   |

#### Voti separati dei giurati
| Stato           | Giurato A | Giurato B | Giurato C | Giurato D | Giurato E | Posizione | Punti assegnati |
| --------------- | --------- | --------- | --------- | --------- | --------- | --------- | --------------- |
| Svezia          | 1°        | 1°        | 12°       | 1°        | 1°        | 1°        | 12              |
| Armenia         | 17°       | 11°       | 1°        | 3°        | 2°        | 2°        | 10              |
| Estonia         | 3°        | 19°       | 5°        | 2°        | 3°        | 3°        | 8               |
| Svizzera        | 2°        | 3°        | 2°        | 10°       | 17°       | 4°        | 7               |
| Israele         | 13°       | 8°        | 8°        | 6°        | 5°        | 5°        | 6               |
| Belgio          | 9°        | 7°        | 15°       | 5°        | 6°        | 6°        | 5               |
| Cipro           | 16°       | 5°        | 3°        | 11°       | 16°       | 7°        | 4               |
| Australia       | 6°        | 20°       | 14°       | 4°        | 7°        | 8°        | 3               |
| Italia          | 4°        | 17°       | 6°        | 12°       | 9°        | 9°        | 2               |
| Spagna          | 10°       | 6°        | 4°        | 22°       | 23°       | 10°       | 1               |
| Regno Unito     | 7°        | 13°       | 7°        | 9°        | 24°       | 11°       | -               |
| Slovenia        | 14°       | 2°        | 25°       | 23°       | 21°       | 12°       | -               |
| Repubblica Ceca | 5°        | 21°       | 13°       | 13°       | 8°        | 13°       | -               |
| Francia         | 11°       | 4°        | 10°       | 21°       | 20°       | 14°       | -               |
| Lituania        | 19°       | 10°       | 9°        | 8°        | 10°       | 15°       | -               |
| Ucraina         | 18°       | 22°       | 16°       | 20°       | 4°        | 16°       | -               |
| Germania        | 21°       | 24°       | 18°       | 7°        | 11°       | 17°       | -               |
| Portogallo      | 8°        | 14°       | 20°       | 16°       | 22°       | 18°       | -               |
| Polonia         | 23°       | 15°       | 11°       | 17°       | 18°       | 19°       | -               |
| Croazia         | 20°       | 9°        | 19°       | 24°       | 25°       | 20°       | -               |
| Moldavia        | 22°       | 12°       | 17°       | 19°       | 15°       | 21°       | -               |
| Finlandia       | 25°       | 18°       | 24°       | 14°       | 12°       | 22°       | -               |
| Norvegia        | 12°       | 23°       | 22°       | 25°       | 13°       | 23°       | -               |
| Serbia          | 15°       | 16°       | 23°       | 18°       | 19°       | 24°       | -               |
| Austria         | 24°       | 25°       | 21°       | 15°       | 14°       | 25°       | -               |